# Anna Rossinelli
Anna Rossinelli (Bázel, 1987. április 20. –) svájci–olasz énekesnő, az Annie Claire nevű pop-soul trió tagja.

## Pályafutása
2010. december 11-én a Kreuzlingenben megrendezett svájci nemzeti döntőn (Die große Entscheidungs Show) aratott győzelmével képviselhette hazáját a 2011-es Eurovíziós Dalfesztiválon, Düsseldorfban. Az In Love for a While (magyarul: Egy ideig szerelmesen) című számát énekelte el.
A dalt 2011. május 10-én, az első elődöntőben, sorrendben nyolcadikként, Oroszország indulója után, és a grúz együttes előtt adta elő. Innen továbbjutva a döntőben a huszonötödik, utolsó helyen végzett.

### 2011-től, aBon Voyage-tól napjainkig
2011. október 14-én Rossinelli kiadta bemutatkozó szólóalbumát Joker címmel. Szerzői Phillipa Alexander, Ellie Wyatt, Alex Ball, Vicky Nolan, producere Fred Herrmann volt. December 9-én pedig a Bon Voyage cíművel jelentkezett ismét.
2013. március 6-án Let It Go című kislemezt adta ki, Marylou című, május 3-án bemutatott albuma előzeteseként.
2014. február 7-én újra kiadta a Marylou-t Marylou Twothea bónusz Shine In The Light, Let It Go (élő), Vagabonds (élő), Reconcile és Shine In The Light (zongoraváltozat) számokkal. Az SRF svájci televízió stúdiójában felvett Shine in the Light című száma lett a 2014. évi téli olimpiai játékok hivatalos dala.

## Diszkográfia

### Albumok
| Cím                | Albumrészletek                                                                                | Helyezés |
| Cím                | Albumrészletek                                                                                | SWI      |
| ------------------ | --------------------------------------------------------------------------------------------- | -------- |
| Bon Voyage         | - Megjelenése: 2011. december 9. - Formátum: Digitális letöltés, CD - Kiadó: Universal Music  | 10       |
| Marylou            | - Megjelenése: 2013. május 3. - Formátum: Digitális letöltés, CD - Kiadó: Universal Music     | 1        |
| Marylou Two        | - Megjelenése: 2014. február 4. - Formátum: Digitális letöltés, CD - Kiadó: Universal Music   | 7        |
| Takes Two to Tango | - Megjelenése: 2015. november 27. - Formátum: Digitális letöltés, CD - Kiadó: Universal Music | 7        |
| White Garden       | - Megjelenése: 2019. január 18. - Formátum: Digitális letöltés, CD - Kiadó: Universal Music   | 1        |

### Kislemez
| 2011                                                       | "In Love for a While"  | 3  | Non-album single   |
| 2011                                                       | "Joker"                | —  | Bon Voyage         |
| 2012                                                       | "See What You've Done" | —  | Bon Voyage         |
| 2013                                                       | "Let It Go"            | 26 | Marylou            |
| 2014                                                       | "Shine in the Light"   | 4  | Marylou Two        |
| 2015                                                       | "Bang Bang Bang"       | —  | Takes Two to Tango |
| 2018                                                       | "Hold Your Head Up"    | 88 | White Garden       |
| "—" denotes single that did not chart or was not released. |                        |    |                    |

## Fordítás
- Ez a szócikk részben vagy egészben  az   Anna Rossinelli című angol Wikipédia-szócikk ezen változatának fordításán alapul.  Az eredeti cikk szerkesztőit annak laptörténete sorolja fel. Ez a jelzés csupán a megfogalmazás eredetét és a szerzői jogokat jelzi, nem szolgál a cikkben szereplő információk forrásmegjelöléseként.